# 牧内辰也
牧内 辰也（まきうち たつや、1964年1月30日 - ）は、鹿児島県出身の元サッカー選手、指導者（JFA 公認S級コーチ）。

## 来歴
鹿児島商時代に全国高等学校サッカー選手権大会に出場、大会優秀選手に選ばれている。当時はMF。福岡大学を卒業後、1986年に全日空横浜サッカークラブ（のちに全日空サッカークラブに改名、横浜フリューゲルスの前身）へ入団、DFとしてモネール、反町康治、前田治、冨嶋均らとプレーした。1992年、現役を引退した。
1995年、アーセン・ベンゲル率いる名古屋グランパスエイトに入団、主にサテライトのスタッフとして活躍する。1996年に日本サッカー協会公認B級ライセンスを取得した。
2000年、アビスパ福岡育成部門責任者に就任。同年に日本サッカー協会公認S級ライセンスを取得した。2002年に福岡トップチームコーチに昇格。同年、成績不振により今井雅隆監督が辞任、後任を今井から依頼されるも辞退、結局ユース監督だった望月達也が昇格した。
2003年、小野剛率いるサンフレッチェ広島にサテライト監督兼コーチとして加入、トップとサテライトを完全分業した中で主にサテライトを担当した。ちなみにJサテライトリーグでの戦績は、2003年7チーム中4位、2004年6チーム中5位、2005年7チーム中5位、2006年4チーム中2位。
2007年、1月より、U-18日本代表監督に就任。同年のSBSカップ・国際ユースサッカートーナメントおよび仙台カップ国際ユースサッカー大会では双方とも史上初となる全敗による最下位。地元代表の静岡ユース・U-18東北代表に敗れ、対戦したルィシェンコ・ウクライナU-18代表監督は「国の代表より、地域の代表の方が強いなんて不思議だ」とコメントを残した。
2008年、香川真司らを擁しカタール国際ユーストーナメントで優勝。同年、AFC U-19選手権予選を突破したものの、AFC U-19選手権2008では準々決勝対U-19韓国代表に敗れ2009 FIFA U-20ワールドカップの出場権を得る事ができなかった。大会終了後同代表監督を退任した。
2009年より布啓一郎が率いるU-18日本代表のコーチに就任した。監督として失敗したにも拘らず早期でのコーチ就任となったのは、日本サッカー協会サイドが牧内にリベンジのチャンスを与えたかったため、と言われている。
2011年よりモンテディオ山形のヘッドコーチに就任、同年チームはJ2に降格した。2012年は山形ユース(U-18)のコーチへ就任。
2013年、ファジアーノ岡山のコーチへ就任、サテライトチーム（2軍相当）にあたるファジアーノ岡山ネクストの監督と兼任する。岡山ネクスト監督として、同年度の中国サッカーリーグでチームを初優勝、同年度の地域決勝大会で決勝リーグ2位に入り、JFL昇格に導いた。

## 所属クラブ
- 鹿児島市立鹿児島商業高等学校
- 福岡大学
- 1986年 - 1992年 全日空横浜サッカークラブ/全日空サッカークラブ

## 個人成績
| 国内大会個人成績 | 国内大会個人成績 | 国内大会個人成績 | 国内大会個人成績 | 国内大会個人成績             | 国内大会個人成績          | 国内大会個人成績 | 国内大会個人成績 | 国内大会個人成績 | 国内大会個人成績 | 国内大会個人成績 | 国内大会個人成績 |
| 年度             | クラブ           | 背番号           | リーグ           | リーグ戦                     | リーグ戦                  | リーグ杯         | リーグ杯         | オープン杯       | オープン杯       | 期間通算         | 期間通算         |
| 年度             | クラブ           | 背番号           | リーグ           | 出場                         | 得点                      | 出場             | 得点             | 出場             | 得点             | 出場             | 得点             |
| 日本             | 日本             | 日本             | 日本             | リーグ戦                     | リーグ戦                  | JSL杯            | JSL杯            | 天皇杯           | 天皇杯           | 期間通算         | 期間通算         |
| ---------------- | ---------------- | ---------------- | ---------------- | ---------------------------- | ------------------------- | ---------------- | ---------------- | ---------------- | ---------------- | ---------------- | ---------------- |
| 1986             | 全日空横浜       |                  | JSL2部           |                              |                           |                  |                  |                  |                  |                  |                  |
| 1987             | 全日空横浜       |                  | JSL2部           |                              |                           |                  |                  |                  |                  |                  |                  |
| 1988-89          | 全日空           |                  | JSL1部           | 17                           | 1                         |                  |                  |                  |                  |                  |                  |
| 1989-90          | 全日空           | 13               | JSL1部           | 0                            | 0                         | 3                | 0                |                  |                  |                  |                  |
| 1990-91          | 全日空           | 13               | JSL1部           | 6                            | 0                         | 4                | 0                |                  |                  |                  |                  |
| 1991-92          | 全日空           | 13               | JSL1部           | 0                            | 0                         | 0                | 0                |                  |                  |                  |                  |
| 通算             | 日本             | 日本             | JSL1部           | 23                           | 1\|\|\|\|\|\|\|\|\|\|\|\| |                  |                  |                  |                  |                  |                  |
| 通算             | 日本             | 日本             | JSL2部           | \|\|\|\|\|\|\|\|\|\|\|\|\|\| |                           |                  |                  |                  |                  |                  |                  |
| 総通算           | 総通算           | 総通算           | 総通算           | \|\|\|\|\|\|\|\|\|\|\|\|\|\| |                           |                  |                  |                  |                  |                  |                  |

その他の公式戦
- 1990年
  - コニカカップ 6試合0得点
- 1991年
  - コニカカップ 1試合0得点

## 指導歴
- 1995年 - 1999年 名古屋グランパスエイト
  - 1995年 - 1996年 サテライト コーチ
  - 1997年 - 1998年 U-15 コーチ
  - 1999年 トップチーム コーチ
- 2000年 - 2002年 アビスパ福岡
  - 2000年 - 2001年 管理強化部 育成部門責任者
  - 2002年 トップチーム コーチ
- 2000年 - 2001年 日本サッカー協会
  - 2000年 インストラクター
  - 2001年 ナショナルトレセンコーチ 九州地区担当
- 2003年 - 2006年 サンフレッチェ広島 コーチ
- 2007年 - 2008年 U-18/19日本代表 監督
- 2009年 - 2010年 U-18日本代表 コーチ
- 2011年 - 2012年 モンテディオ山形
- 2012年 トップチーム ヘッドコーチ
- 2012年 ユース コーチ
- 2013年 - 2023年 ファジアーノ岡山FC
  - 2013年 - 2017年 トップチーム コーチ
    - 2013年 - 2016年 ファジアーノ岡山ネクスト 監督 (兼任)

  - 2017年 - 2022年 アカデミーダイレクター
  - 2023年 育成アドバイザー
- 2024年 - 鹿児島ユナイテッドFC アカデミーダイレクター

## タイトル

### 監督時代
- U-21/19日本代表
  - 2008年カタール国際親善トーナメント 優勝
- ファジアーノ岡山ネクスト
  - 2013年中国サッカーリーグ 優勝